# 극한 직업 (텔레비전 프로그램)
《극한 직업》(極限職業; 영어: Extreme Job)은 대한민국의 방송사 EBS의 텔레비전 방송 채널 EBS 1TV에서 제작·방송되는 리얼 다큐멘터리 프로그램이다.

## 기획 의도
상상을 초월하는, 극도로 힘든 작업 환경 속에서 일하는 사람들이 극한의 직업에 종사하는 삶을 다루는 프로그램.

## 방송 시간
- 방송 시간은 2023년 4월 8일 방송을 기준으로 한다.

| 방송 채널 | 방송 기간                                                                                           | 방송 시간                                   | 방송 시간                                   | 비고      |
| --------- | --------------------------------------------------------------------------------------------------- | ------------------------------------------- | ------------------------------------------- | --------- |
| EBS       | 2008년 2월 27일 ~ 2012년 8월 23일                                                                   | 매주 수요일 ~ 목요일 밤 10:40 ~ 11:10       | 매주 수요일 ~ 목요일 밤 10:40 ~ 11:10       | 독립 편성 |
| EBS       | 2012년 8월 29일 ~ 2012년 10월 18일                                                                  | 매주 수요일 ~ 목요일 밤 10:50 ~ 11:20       | 매주 수요일 ~ 목요일 밤 10:50 ~ 11:20       | 독립 편성 |
| EBS       | 2012년 10월 24일 ~ 2014년 2월 20일                                                                  | 매주 수요일 ~ 목요일 밤 10:45 ~ 11:15       | 매주 수요일 ~ 목요일 밤 10:45 ~ 11:15       | 독립 편성 |
| EBS       | 2014년 2월 26일 ~ 2018년 2월 21일 2020년 2월 5일~ 2020년 3월 25일 2020년 8월 26일 ~ 2021년 3월 24일 | 매주 수요일 밤 10:45 ~ 11:35                | 매주 수요일 밤 10:45 ~ 11:35                | 독립 편성 |
| EBS       | 2018년 2월 28일 ~ 2019년 6월 26일                                                                   | 매주 수요일 밤 10:45 ~ 11:55                | 매주 수요일 밤 10:45 ~ 11:55                | 독립 편성 |
| EBS       | 2019년 7월 3일 ~ 2019년 8월 14일                                                                    |                                             |                                             | 독립 편성 |
| EBS       | 1부                                                                                                 | 매주 수요일 밤 10:45 ~ 11:25                | 분리 편성                                   |           |
| EBS       | 2부                                                                                                 | 매주 수요일 밤 11:25 ~ 11:55                | 분리 편성                                   |           |
| EBS       | 2019년 8월 28일 ~ 2020년 1월 29일                                                                   |                                             | 분리 편성                                   |           |
| EBS       | 1부                                                                                                 | 매주 수요일 밤 10:45 ~ 11:10                | 분리 편성                                   |           |
| EBS       | 2부                                                                                                 | 매주 수요일 밤 11:10 ~ 11:35                | 분리 편성                                   |           |
| EBS       | 2020년 4월 1일 ~ 2020년 8월 12일                                                                    | 매주 수요일 밤 10:40 ~ 11:30                | 매주 수요일 밤 10:40 ~ 11:30                | 독립 편성 |
| EBS       | 2014년 2월 25일 ~ 2017년 2월 21일                                                                   | 차주 화요일 저녁 7:50 ~ 8:40 (전주재방)     | 차주 화요일 저녁 7:50 ~ 8:40 (전주재방)     | 독립 편성 |
| EBS       | 2017년 8월 29일 ~ 2017년 11월 14일                                                                  | 차주 화요일 저녁 7:50 ~ 8:40 (전주재방)     | 차주 화요일 저녁 7:50 ~ 8:40 (전주재방)     | 독립 편성 |
| EBS       | 2017년 11월 28일 ~                                                                                  | 차주 화요일 저녁 7:50 ~ 8:40 (전주재방)     | 차주 화요일 저녁 7:50 ~ 8:40 (전주재방)     | 독립 편성 |
| EBS       | 2017년 11월 21일                                                                                    | 차주 화요일 저녁 8:00 ~ 8:50 (차주재방)     | 차주 화요일 저녁 8:00 ~ 8:50 (차주재방)     | 독립 편성 |
| EBS       | 2017년 2월 28일 ~ 2017년 8월 22일                                                                   | 차주 화요일 저녁 7:55 ~ 8:50 (차주재방)     | 차주 화요일 저녁 7:55 ~ 8:50 (차주재방)     | 독립 편성 |
| EBS       | 2020년 6월 17일 ~ 2020년 8월 12일                                                                   | 차주 수요일 새벽 1:05 ~ 1:55 (전주재방)     | 차주 수요일 새벽 1:05 ~ 1:55 (전주재방)     | 독립 편성 |
| EBS       | 2020년 8월 25일 ~ 9월 29일                                                                          | 차주 화요일 밤 12:55 ~ 새벽 1:45 (전주재방) | 차주 화요일 밤 12:55 ~ 새벽 1:45 (전주재방) | 독립 편성 |
| EBS       | 2014년 3월 2일 ~ 2017년 2월 26일                                                                    | 매주 일요일 낮 12:30 ~ 오후 1:20 (재방송)   | 매주 일요일 낮 12:30 ~ 오후 1:20 (재방송)   | 독립 편성 |
| EBS       | 2017년 3월 1일 ~ 2017년 4월 19일                                                                    | 매주 수요일 오후 1:40 ~ 2:30 (재방송)       | 매주 수요일 오후 1:40 ~ 2:30 (재방송)       | 독립 편성 |
| EBS       | 2017년 4월 28일 ~ 2018년 2월 23일                                                                   | 매주 금요일 오전 9:40 ~ 10:30 (재방송)      | 매주 금요일 오전 9:40 ~ 10:30 (재방송)      | 독립 편성 |
| EBS       | 2018년 3월 4일 ~ 2019년 6월 30일                                                                    | 매주 일요일 오후 7:55 ~ 9:05 (재방송)       | 매주 일요일 오후 7:55 ~ 9:05 (재방송)       | 독립 편성 |
| EBS       | 2019년 7월 7일 ~ 2019년 8월 18일                                                                    |                                             |                                             |           |
| EBS       | 1부                                                                                                 | 매주 일요일 저녁 7:55 ~ 8:35                | 분리 편성                                   |           |
| EBS       | 2부                                                                                                 | 매주 일요일 저녁 8:35 ~ 밤 9:05             | 분리 편성                                   |           |
| EBS       | 2019년 8월 31일 ~ 2020년 2월 1일                                                                    |                                             | 분리 편성                                   |           |
| EBS       | 1부                                                                                                 | 매주 토요일 밤 9:05 ~ 9:30                  | 분리 편성                                   |           |
| EBS       | 2부                                                                                                 | 매주 토요일 밤 9:30 ~ 9:55                  | 분리 편성                                   |           |
| EBS       | 2020년 2월 9일 ~ 2020년 3월 29일                                                                    | 매주 일요일 저녁 8:45 ~ 밤 9:35 (재방송)    | 매주 일요일 저녁 8:45 ~ 밤 9:35 (재방송)    | 독립 편성 |
| EBS       | 2020년 4월 4일 ~ 2020년 6월 6일                                                                     | 매주 토요일 밤 9:10 ~ 10:00 (재방송)        | 매주 토요일 밤 9:10 ~ 10:00 (재방송)        | 독립 편성 |
| EBS       | 2020년 6월 13일 ~ 2021년 3월 27일                                                                   | 매주 토요일 밤 9:00 ~ 9:50 (재방송)         | 매주 토요일 밤 9:00 ~ 9:50 (재방송)         | 독립 편성 |
| EBS       | 2021년 4월 3일 ~ 2022년 8월 20일                                                                    | 매주 토요일 밤 9:05 ~ 9:55                  | 매주 토요일 밤 9:05 ~ 9:55                  | 독립 편성 |
| EBS       | 2017년 7월 8일 ~ 2017년 8월 26일                                                                    | 매주 토요일 오후 4:50 ~ 저녁 5:35 (삼방송)  | 매주 토요일 오후 4:50 ~ 저녁 5:35 (삼방송)  | 독립 편성 |
| EBS       | 2017년 9월 2일 ~ 2018년 2월 24일                                                                    | 매주 토요일 저녁 8:15 ~ 밤 9:05 (삼방송)    | 매주 토요일 저녁 8:15 ~ 밤 9:05 (삼방송)    | 독립 편성 |
| EBS       | 2022년 9월 3일 ~ 11월 5일                                                                           | 매주 토요일 저녁 8시 ~ 8시 50분             | 매주 토요일 저녁 8시 ~ 8시 50분             | 독립 편성 |
| EBS       | 2022년 11월 12일 ~ 2023년 4월 1일                                                                   | 매주 토요일 저녁 8:50 ~ 밤 9:40             | 매주 토요일 저녁 8:50 ~ 밤 9:40             | 독립 편성 |
| EBS       | 2023년 4월 8일 ~                                                                                    | 매주 토요일 저녁 8:55 ~ 밤 9:45             | 매주 토요일 저녁 8:55 ~ 밤 9:45             |           |

## 내레이션
- 김갑수

## 스태프
2023년 3월 4일부터
- 제작지원: 방송통신위원회, 방송통신발전기금
- 책임 프로듀서: 정재응
- 프로듀서: 김형순
- 제작팀장: 김성문
- 글·구성: 김숙경
- 녹음: 샤우트앤포스트, 이승익
- 내레이션: 김갑수
- 종합편집: 심스토리
- CG: 숲
- 타이틀: 오상훈
- 촬영 협조: SH모터스, 사랑채 가마솥, 명품 도배
- 취재작가: 이예림
- 조연출: 함다희
- 연출: 최종원
- 기획: EBS
- 제작: 이큐브미디어

## 같이 보기
- 제1차 산업
- 제2차 산업
- 제3차 산업
- 제4차 산업

## 동일 소재 프로그램
- 우리말 겨루기 (KBS 교양운영팀 제작)
- 가족오락관, 상상오락관, 옥탑방의 문제아들 (KBS 예능운영팀 제작)
- 동물의 왕국, 동물의 세계, 동물극장 단짝 (KBS 1TV)
- 주주클럽, 슈퍼독, 단짝, 은밀하고 위대한 동물의 사생활, 개는 훌륭하다, 동물은 훌륭하다, 나는 아픈 개와 산다, 펫 비타민 (KBS 2TV)
- 동물일기, 야옹멍멍 귀여워, 세상에 나쁜 개는 없다, 고양이를 부탁해, 아기 동물 귀여워, 펫하트 (EBS 1TV)
- 세계의 비밀 수호대 번개맨 (EBS 2TV)
- 타타와 쿠마 (EBS·5BRICKS 공동 제작)
- 와우! 동물천하, 애니멀즈, 하하랜드, 오래봐도 예쁘다, 2020 추석특집 아이돌 멍멍 선수권대회, 심장이 뛴다 38.5 (MBC TV)
- TV 동물농장, 어쩌다 마주친 그 개, 펫미픽미, 푸바오와 할부지, 생활의 달인, 더솔져스, 검은 양 게임 (SBS TV)
- 마리와 나, 그랜드 부다개스트, 우리집 막내극장 (JTBC)
- 기막힌 동물원, 우리집에 해피가 왔다 (MBN)
- 동고동락, 개먼드라마 파트라슈 (TV조선)
- 대화가 필요한 개냥, 냐옹은 페이크다, 캣츠 앤 독스, 슬기로운 의사생활, 슬기로운 의사생활 시즌2, 해치지 않아, 해치지 않아 X 스우파, 슈퍼액션 (tvN)
- 펫토리얼리스트 (온스타일)
- 이 주의 책 (cpbc FM)
- 개별방송, 식빵 굽는 고양이, 잘살아보시개, 오 마이 펫, 여자친구! 강아지를 부탁해, 펫 닥터스 (skyPetpark)
- 상상고양이 (MBC 에브리원)
- 달려라 댕댕이 (MBC 에브리원, MBC 스포츠플러스 공동 제작)
- 펫츠고! 댕댕트립 (SBS 플러스)
- 소나무의 펫하우스 (SBS M)
- 라디오 북클럽, 주말하이킥 이윤석입니다 (MBC 표준FM)
- 개밥 주는 남자, 너는 내 운명, 서민갑부 (채널A)
- 천재! 시무라 동물원 (日 NTV)
- 도그 위스퍼러 (美 NGC채널)
- 지옥에서 온 고양이 (美 애니멀 플래닛)
- 개과천선 아메리카 (영국 채널 4, Sky One)

## 특이 사항
- 2008년 첫방송부터 2014년 2월 말까지 매주 수요일(1부)과 목요일(2부) 나눠서 방송되었다.
- 2014년 2월 26일 방송분부터 2021년 3월까지 매주 수요일, [[목요일로 합쳐 수요일에 방송되었다.
- 2019년 하반기 방송분부터 매주 수요일 1, 2부 나눠서 연속 방송되었다.
- 일부 IPTV 3사 VOD 서비스 무료로 볼 수 있다.